# NGC 6238
NGC 6238 is een spiraalvormig sterrenstelsel in het sterrenbeeld Draak. Het hemelobject werd op 28 juni 1886 ontdekt door de Amerikaanse astronoom Lewis A. Swift.

## Synoniemen
- UGC 10563
- IRAS 16467+6213
- MCG 10-24-57
- KAZ 92
- ZWG 299.31
- PGC 58980